# Henrik Arnstad

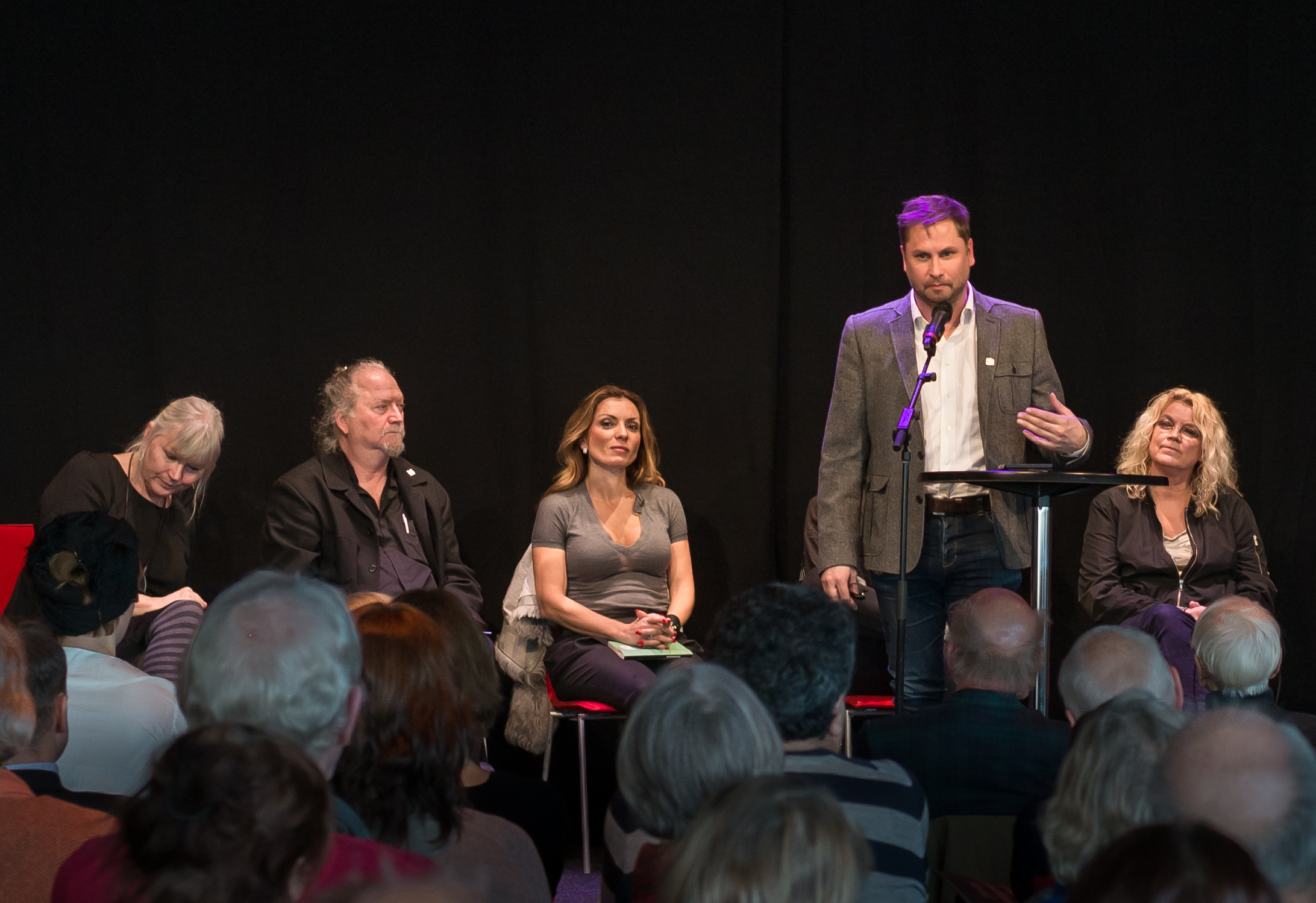
Henrik Arnstad under "Manifestation till stöd för hotade konstnärer och författare" på Kulturhuset i Stockholm 2015, med bl.a. Anna-Lena Lodenius, Dror Feiler, Alexandra Pascalidou och Elisabeth Ohlson Wallin.

John Henrik Arnstad, född 2 maj 1967 i Uppsala, är en svensk journalist, opinionsbildare och författare med inriktning på populärvetenskaplig historia och fascism.

## Biografi
Arnstad är son till journalisten Lennart Arnstad och Eva Arnstad. Han har läst historia vid Stockholms universitet.

## Journalistik
Arnstad har arbetat som journalist på Aftonbladet, Dagens Nyheter, Expressen, Kvällsposten, Smålandsposten [källa behövs], Interface och Kamratposten samt varit redaktör på Sveriges Televisions webbplats om valet 2002 och EMU-folkomröstningen 2003. År 2007 genomförde han en reportageresa till Kina inom ramen för Utbildningsradions tv-serie Globalisering. Arnstad medverkade i produktionen av TV-serien Max 1800-tal (2009). Han medverkar regelbundet som essäist och recensent i Dagens Nyheters och Göteborgs-Postens kulturavdelningar. Han har varit ansvarig för www.republik.nu, ett republikanskt webbforum som ville avskaffa monarkin i Sverige.

## Författarskap
Vid sidan av sitt arbete som journalist har Arnstad skrivit populärvetenskapliga böcker: En liten bok om spel (1999) och Spelaren Christian Günther (2006). År 2009 utkom Skyldig till skuld: en europeisk resa i Nazitysklands skugga, som handlar om axelmakterna och i synnerhet Finland, samt deras historieskrivning. År 2013 utkom Älskade fascism: de svartbruna rörelsernas ideologi och historia.